# Vitry-sur-Seine
Vitry-sur-Seine ("Vitry sobre o Sena") é uma comuna no departamento de Val-de-Marne, na região da Ilha de França, na França. Estende-se por uma área de 11,67 quilômetros quadrados. Possui 91 188 habitantes, segundo o censo de 2014. Sua densidade populacional é de 7 319 habitantes por quilômetro quadrado.

## Toponímia

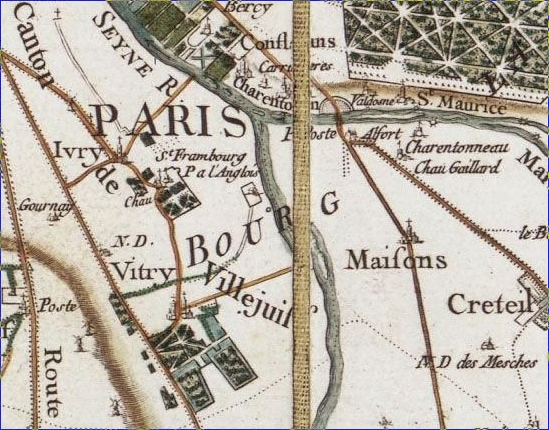
Detalhe da Carta de Cassini (1750)

O nome do local é evidenciado nas formas latinizadas Victoriacum, depois Vitriacum no século IX, Vitrii-les-Parisii, Vitri-lèz-Paris. Sobre um mapa de 1550, a comuna porta o nome Viteri
Este é um tipo frequente toponímico galo-romano com base no antropônimo latino Victorius (usado por um autóctone, cf. Victor), seguido pelo sufixo -acum de origem gaulesa, marcando a propriedade, daí o sentido geral de "domínio de Victorius."
O determinante complementar les-Parisii faz referência, tanto aos Parisii, quanto à sua localização "perto de Paris", -lèz-Paris tendo realmente esse sentido no francês antigo.

### Denominação da comuna
Como muitas localidades perto de grandes cidades, era costume manter Vitry do nome de sua grande vizinha, e no final do século XIV, a cidade foi assim nomeada "Vitry-près-Paris". No entanto, a partir do final do século XVI, os registros paroquiais assim como as atas notariais frequentemente portam a menção de "Vitry-sur-Seine". No século XVII, dada a crescente importância do viveiro, a questão foi posta se "Vitry-sur-Seine" não se tornaria "Vitry-aux-Arbres". Em 1897, o Conselho Municipal optou finalmente por "Vitry-sur-Seine".

### Toponímia de detalhe
Em 1280, os Langlois, antigos servos do Capítulo Notre-Dame, se estabeleceram ao longo da Sena, construindo uma fazenda e estabelecendo um porto, chamado de "Port à Langlois". Ao longo dos séculos, e por causa de deformações sucessivas, a localidade se torna "Port-à-l'Anglais", e constitui uma das duas vilas que formaram mais tarde a cidade de Vitry-sur-Seine.
Durante a Revolução, esse Port-à-l'Anglais é chamado de Port-de-Marat.

## História

### Pré-história e Antiguidade
Durante as escavações arqueológicas, um esqueleto de Palaeotherium, espécie de anta, datado da era Terciária e conservado no Museu Nacional de História Natural em Paris, e os restos de um Anoplotherium, parente distante do antílope, foram encontrados no território da comuna.
Durante a Guerra das Gálias, a direção da defesa de Lutécia foi confiada a Camulogenus, este episódio é conhecido como a "Batalha de Lutécia". O local preciso onde esta batalha foi dado muito preocupou os eruditos, mas muitos indícios sugerem que esta batalha teve lugar na planície de Vitry en 52 a.C.. A batalha opunha as legiões romanas comandadas por Tito Labieno e uma coalizão gaulesa composta de Senones, de Parísios e de Aulerques Eburovices liderados por Camulógeno, que seria morto durante a batalha. Depois dessa vitória, os romanos foram para Agedincum pegar sua bagagens e depois se juntar a César retornando de Gergóvia.
É possível encontrar as marcas da estrada romana em pedras sob a avenue de Choisy para Paris e em um poço de areia em Orly, que continuava originalmente em Vitry-sur-Seine ao nível da rue Constant Coquelin. Esta antiga estrada real tornou-se a estrada nacional 305.

### Idade Média

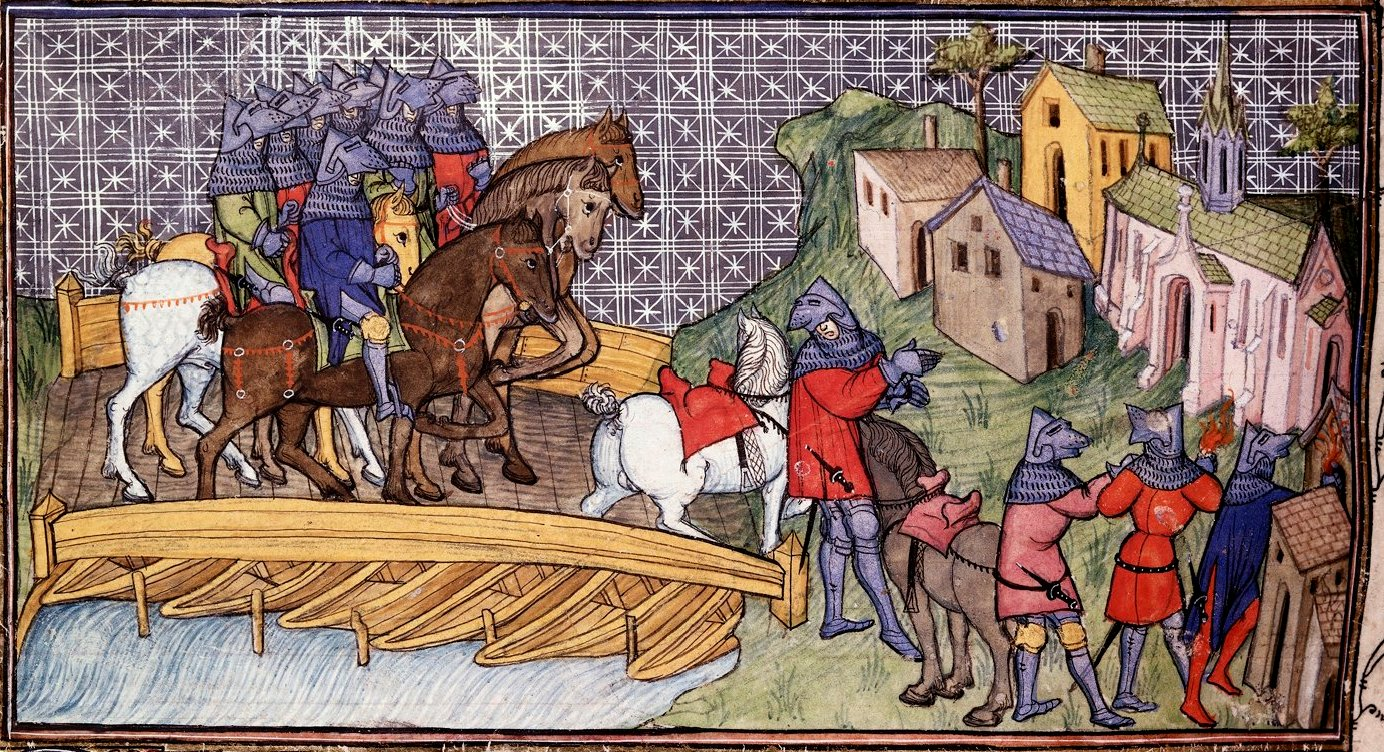
Tropas inglesas cruzando o Sena Vitry e pilhando durante a Guerra dos Cem Anos (miniaturas do século XIV).

no século V envolveu a instalação de fazendas no território de Vitry, ao nível do Port-à-l'Anglais e nas encostas do planalto. Com a morte de Clóvis, o reino foi dividido, e a vila fazia parte do domínio real do Reino da Nêustria.

### Idade Moderna

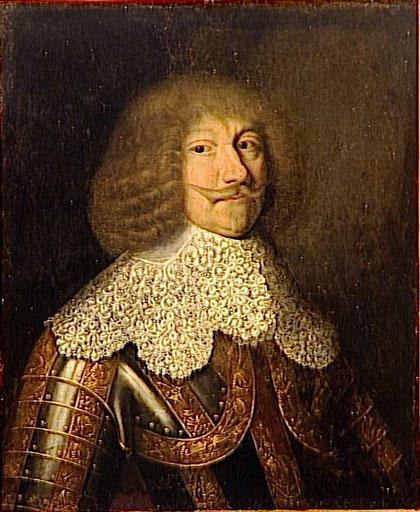
Nicolas de L'Hospital, marechal de Vitry (1581-1644).

Em 1572, os reformados tentaram fugir de Paris pelo Sena durante o Dia de São Bartolomeu, mas foram bloqueados por uma barragem de barcos em Port-à-l'Anglais pelo mestre barqueiro de água Nicolas Surgert, agente de Duque de Guise, e permitiu o massacre dos protestantes que fugiram de Paris.

## Demografia
| 1793  | 1800  | 1806  | 1821  | 1831  | 1836  | 1841  | 1846  | 1851  |
| ----- | ----- | ----- | ----- | ----- | ----- | ----- | ----- | ----- |
| 3 025 | 2 018 | 2 100 | 1 956 | 2 188 | 2 079 | 2 506 | 2 831 | 2 559 |

| 1856  | 1861  | 1866  | 1872  | 1876  | 1881  | 1886  | 1891  | 1896  |
| ----- | ----- | ----- | ----- | ----- | ----- | ----- | ----- | ----- |
| 2 600 | 3 095 | 3 745 | 3 758 | 4 155 | 5 284 | 6 122 | 7 161 | 8 010 |

| 1901  | 1906   | 1911   | 1921   | 1926   | 1931   | 1936   | 1946   | 1954   |
| ----- | ------ | ------ | ------ | ------ | ------ | ------ | ------ | ------ |
| 9 894 | 11 497 | 14 969 | 21 492 | 31 355 | 41 919 | 46 945 | 44 058 | 52 540 |

| 1962 | 1968   | 1975   | 1982   | 1990   | 1999   | - | - | - |
| --- | ------ | ------ | ------ | ------ | ------ | - | - | - |
| 64 409 | 77 846 | 87 316 | 85 263 | 82 400 | 78 908 | - | - | - |
| Para os censos de 1962 a 2006 a população legal corresponde à popolução sem duplicidades, segundo define o INSEE. |        |        |        |        |        |   |   |   |